# Pulvinaria ampelopsidis
Pulvinaria ampelopsidis är en insektsart som beskrevs av Savescu 1983. Pulvinaria ampelopsidis ingår i släktet Pulvinaria och familjen skålsköldlöss.
Artens utbredningsområde är Rumänien. Inga underarter finns listade i Catalogue of Life.